# The R〜The Best of RHYMESTER 2009-2014〜
『The R〜The Best of RHYMESTER 2009-2014〜』（ザ・アール ザ・ベスト・オブ・ライムスター 2009 2014）は、RHYMESTER3枚目のベスト・アルバム。2014年9月24日に発売。発売元はNeOSITE (Ki/oon Music)。

## 概要
RHYMESTERとしては2007年の『ベストバウト 〜16 ROUNDS FEATURING RHYMESTER〜』以来3枚目のベスト・アルバム。2015年にstarplayers Records（JVCケンウッド・ビクターエンタテインメント）へ移籍したため、Ki/oonでは最後のリリースとなった。
通常盤のほか、過去のライブ映像が収録されたBlu-ray Discを同梱した初回限定盤A、DVDを同梱した初回限定盤B、3枚組アナログ盤の4種が発売された。
収録曲は2009年リリースの『マニフェスト』から2013年の『ダーティーサイエンス』までの作品から選曲。既存の曲以外にも新録や未発表曲も収録している。
宇多丸はこのアルバムを入門編とし、「この作品をきっかけに僕らのことを知ってほしい」と話している。また選曲については「ライブでよくやる曲」をテーマにしている。

## 収録曲
1. ONCE AGAIN
（作詞：宇多丸, Mummy-D / 作曲：BACHLOGIC）
  - 10thシングル。
2. K.U.F.U.
（作詞：宇多丸, Mummy-D / 作曲：DJ JIN）
  - 5thアルバム『マニフェスト』収録。
3. Come On!!!!!!!!
（作詞：宇多丸, Mummy-D / 作曲：MAKI THE MAGIC）
  - 『マニフェスト』収録。Mummy-Dはこのアルバムをもっとわかりやすい内容にしたほうがいいと思い、この曲を「入れなくていいんじゃない?」と言うと怒られたという。宇多丸によると上記のとおり「ライブでよくやる曲」を収録するため、ライブで盛り上がるこの曲を選曲した[1]。
4. ラストヴァース
（作詞：宇多丸, Mummy-D / 作曲：DJ WATARAI）
  - 『マニフェスト』収録。
5. ちょうどいい Piano session with SWING-O
（作詞：宇多丸, Mummy-D / 作曲：DJ WATARAI）
  - 『マニフェスト』収録。SWING-Oが自身主催の「45 Fes」でMummy-Dに「ピアノだけでラップしてみない?」と提案し、SWING-Oとのセッションが決まった。Mummy-Dは「ライブで歌い慣れているから簡単だと思ったが、弾き語りってこんなに大変なの!?と思った」、宇多丸は「やり慣れすぎて驕りが生まれていた。レコーディングではMummy-Dに『そこ違うよ』と指摘されたが、結局自分の歌い方が正解で、2人とも何が正しいのかわからなくなった」と話している[1]。
6. Walk This Way
（作詞：宇多丸, Mummy-D / 作曲：BACHLOGIC）
  - 11thシングル。
7. そしてまた歌い出す
（作詞：宇多丸, Mummy-D / 作曲：DJ WATARAI）
  - 6thアルバム『POP LIFE』収録。
8. Hands
（作詞：宇多丸, Mummy-D / 作曲：AKIRA for googolplex muzic）
  - 『POP LIFE』収録。
9. POP LIFE
（作詞：宇多丸, Mummy-D / 作曲：DJ WATARAI）
  - 『POP LIFE』収録。
10. 余計なお世話だバカヤロウ
（作詞：宇多丸, Mummy-D / 作曲：DJ WATARAI）
  - 『POP LIFE』収録。
11. トーキョー・ショック feat. COMA-CHI
（作詞：宇多丸, Mummy-D, COMA-CHI / 作曲：SKY BEATZ）
  - 11thシングル「Walk This Way」収録。
12. フラッシュバック、夏。
（作詞：宇多丸, Mummy-D / 作曲：DJ MITSU THE BEATS）
  - 7thアルバム『フラッシュバック、夏。』収録。
13. サマー・アンセム feat. 小野瀬雅生 (CRAZY KEN BAND)
（作詞：宇多丸, Mummy-D / 作曲：Mr. Drunk）
  - 『フラッシュバック、夏。』収録。
14. The Choice Is Yours
（作詞：宇多丸, Mummy-D / 作曲：Mark Capanni, Bobby Taylor, Illicit Tsuboi）
  - 12thシングル。
15. ゆめのしま
（作詞：宇多丸, Mummy-D / 作曲：The Anticipation #Based Illicit Tsuboi）
  - 8thアルバム『ダーティーサイエンス』収録。
16. It's A New Day Piano session with SWING-O
（作詞：宇多丸, Mummy-D / 作曲：The Anticipation Illicit Tsuboi）
  - 『ダーティーサイエンス』収録曲の新録。
17. This Y'all, That Y'all session with SCOOBIE DO
（作詞：宇多丸, Mummy-D / 作曲：永積タカシ）
  - 未発表曲。オリジナルは1stシングル「ロイヤル・ストレート・フラッシュ」、1stアルバム『ウワサの真相』収録。また、SUPER BUTTER DOGとのセッションが「This Y'all That Y'all session with SUPER BUTTER DOG」としてシングルカットされている。SCOOBIE DOとはライブ「KING OF STAGE vol.6」で披露していた。このバージョンはベストアルバム『メイドインジャパン〜THE BEST OF RHYMESTER〜』で「けしからん session with SCOOBIE DO」を収録する際に「ノリで一応」録音したという。2014年3月に行われたSCOOBIE DOのライブイベント「Root & United SPECIAL」でSCOOBIE DOが宇多丸に「『This Y'all, That Y'all』のレコーディングを覚えてます?」と聞かれ、探したところ見つかり、あまりに完成度が高かったためベスト盤に収録した[1]。

### 初回限定盤映像
- 副音声はRHYMESTERの3人による「元祖・生（ビール）コメンタリー」。

1. キング オブ ステージ at Shibuya AX 2002 (KING OF STAGE Vol. 4 ～ウワサの真相 Release Tour～)
2. 10 balls+2 feat. KICK THE CAN CREW, 竹内朋康 (SUPER BUTTER DOG), TOMOHIKO (SUPER BUTTER DOG) at 日比谷野外大音楽堂 2004 (KING OF STAGE Vol. 5 ～グレイゾーン Release Tour～)
3. ウワサの真相 feat. ゴスペラーズ at Shibuya AX 2004 (Sony Music Fes. 2004)
4. ウィークエンド・シャッフル feat. MCU, KREVA, CUEZERO, CHANNEL, KOHEI JAPAN, LITTLE, GAKU-MC, SONOMI, K.I.N., 童子-T + Romancrew at 日比谷野外大音楽堂 2006 (KING OF STAGE Vol. 6 ～HEAT ISLAND Release Tour～)
5. I Say Yeah! - PUSHIM, RHYMESTER, HOME MADE 家族, マボロシ, May J. at Shibuya AX 2006 (NeOSITE 10th. Anniversary Party)
6. リスペクト feat. ラッパ我リヤ at 日本武道館 2007 (KING OF STAGE Vol. 7～メイドインジャパン at 日本武道館～)
7. ONCE AGAIN Remix feat. DABO, TWIGY, ZEEBRA at JCB HALL 2009 (R20 RHYMESTER 20th Anniversary)
8. ラストヴァース at ZEPP TOKYO 2010 (KING OF STAGE Vol. 8 ～マニフェスト Release Tour～)
9. オイ! at Shibuya AX 2011 (R10 ～POP LIFE Release Event～)
10. ザ・ネイバーズ at ZEPP TOKYO 2011 (KING OF STAGE Vol. 9 ～POP LIFE Release Tour)
11. into the night session with ねごと at LIQUIDROOM 2012 (キューン20)
12. Come On!!!!!!!! at パシフィコ横浜国立大ホール 2013 (KING OF STAGE Vol. 10 ～ダーティーサイエンス Release Tour～)